# Čížová (zámek)
Čížová je zámek ve stejnojmenné vesnici severozápadně od Písku v Jihočeském kraji. Založen byl v renesančním slohu ve druhé polovině šestnáctého století rodem Deymů ze Stříteže, kterým patřil až do první čtvrtiny osmnáctého století. Od Deymů Čížovou získali Černínové z Chudenic a od nich Lobkovicové. Za nich zámek sloužil hospodářským účelům. Budova zámku čp. 1 je chráněna jako kulturní památka V přilehlé hospodářské budově funguje pivovar Čížová.

## Historie
Renesanční tvrz v Čížové byla založena ve druhé polovině šestnáctého století, kdy vesnici roku 1560 koupili Deymové ze Stříteže a učinili z ní centrum menšího šlechtického panství. Zakladatelem tvrze byl buď Jan Deym ze Stříteže nebo jeho nejstarší syn Mikuláš. Mikuláš panství vlastnil nejspíše od roku 1589, po něm následoval stejnojmenný syn Mikuláš a jeho vystřídal Jan mladší Deym ze Stříteže. Po potlačení stavovského povstání v letech 1618–1620 byl obviněn z účasti na něm, ale roku 1623 byl v procesu pobělohorských konfiskací zproštěn viny po přestupu na katolickou víru. Okolo roku 1629 nechal tvrz rozšířit. Zemřel v roce 1630 a zanechal po sobě syny Mikuláše, Jindřicha a Adama. Z doby pozůstalostního řízení v roce 1630 je dochován popis tvrze, ke statku tehdy patřily dva poplužní dvory a poprvé je zmiňován i pivovar. Po dosažení dospělosti v roce 1636 Čížová připadla Adamovi, který ale brzy zemřel a jeho majetek zdědili bratři. Také Jindřich krátce poté zemřel a Čížovou s tvrzí, dvorem v Bošovicích a jeho příslušenstvím koupil poslední bratr Mikuláš Deym, který už vlastnil Drhovli a Brloh.
Po Mikulášově smrti v roce 1650 přešel majetek do rukou Jindřichových synů Václava Mikuláše a Beneše Maxmiliána Deyma. Ti ho do roku 1659 vlastnili společně, ale nakonec se o něj rozdělili, takže Václavu Mikulášovi připadla Čížová, zatímco Beneš Maxmilián dostal Bošovice. Václav Mikuláš však po bratrovi Bošovice zdědil a svůj majetek odkázal synům Janu Petrovi a Janu Jindřichovi Deymům ze Stříteže. Václav Mikuláš zemřel roku 1683. O dva roky později se dědici rozdělili o majetek. Bošovice dostal Jan Petr a Jan Jindřich si ponechal Čížovou. Podle popisu dědictví k podílu Jana Jindřicha patřila Čížová s patrovou kamennou tvrzí a kaplí, tzv. škola, poplužní dvůr a vsi Zlivice, Skrýšov, Borečnice a Krašovice.
Jan Jindřich Deym (1666–1715) v Čížové sídlil do roku 1690, kdy ji prodal bratru Janu Petrovi (1664–1717). Ten panství roku 1698 rozšířil o Oldřichov a byl pravděpodobně iniciátorem přestavby tvrze do podoby barokního zámku. Vysoké finanční zatížení vedlo v roce 1699 k prodeji Drhovle rodu Morzinům a v roce 1701 nabídl k prodeji i Čížovou knížatům z Eggenbergu, kteří vlastnili sousední dominia Zvíkov a Orlík. Z chystané transakce nakonec sešlo, ale z téhož roku se dochoval podrobný popis panství a zámku. Jan Petr Deym roku 1715 prodal Bošovice, Oldřichov a Kožlí hraběnce Antonii Josefě Černínové z Chudenic, která byla poručnicí svého syna Františka Antonína Černína. Dohoda se předběžně týkala i Čížové, jejíž prodej byl potvrzen novou smlouvou roku 1726. Tu uzavřeli hrabě Václav Ignác Deym ze Stříteže a plnoletý František Antonín Černín. Od té doby Čížová patřila k drhovelskému panství.
Dědičkou Františka Antonína Černína byla jediná dcera Marie Ludmila (1738–1790), která se v roce 1753 provdala za knížete Augusta Antonína z Lobkovic (1729–1803). Těžištěm dědictví Marie Ludmily bylo panství Mělník se sídelní rezidencí v Hoříně, ale pozornost věnovala i svým statkům v jižních Čechách. V Čížové nechala upravit kostel sv. Jakuba, iniciovala vznik hřbitovní kaple sv. Barbory, u kostela byl postaven špitál a ze sousední poustevny byla v roce 1770 zřízena škola. Samotný zámek ale v té době chátral, protože Lobkovicové zde nepobývali a sídlem panské správy byla Drhovle. K určitému obnovení života na čížovském zámku došlo až v roce 1872, kdy sem v rámci decentralizace lobkovických velkostatků byla umístěna lesní správa. V roce 1890 žilo v Čížové 199 obyvatel, z toho polovina bydlela v areálu zámku. Pokud mělničtí Lobkovicové navštěvovali jižní Čechy, využívali pro své pobyty nově postavený novogotický zámek Vráž postavený Jiřím Kristiánem z Lobkovic.[zdroj⁠?!] Koncem 19. století zahrnoval velkostatek Drhovle – Čížová 7 682 hektarů půdy s ročním výnosem 11 000 zlatých. Využití zámku po vzniku Československa dokládá popis z roku 1920, který zde uvádí byty a kanceláře zaměstnanců lobkovického velkostatku. V roce 1923 proběhla v Čížové pozemková reforma.
Po smrti automobilového závodníka Jiřího Kristiána Lobkowicze zdědila Čížovou jeho sestra Ludmila, provdaná za prince Alfreda z Liechtensteinu. Ludmila do Čížové pravidelně jezdila a na zámku měla vyčleněné pokoje v sousedství kaple. Díky československému státnímu občanství udržela majetek i po druhé světové válce a v Čížové pobývala ještě v roce 1946. Velkostatek se zámkem byl znárodněn v roce 1948 a přešel do majetku organizace Československé státní lesy, která se zavázala ke konzultaci případných stavebních úprav s památkovým ústavem. V zámku byly umístěny kanceláře lesní správy a byty jejích zaměstnanců. V roce 1992 se zámek stal majetkem Pozemkového fondu ČR, v roce 2000 jej koupil Evžen Teršl, který zahájil opravy zámeckých budov. V roce 2013 zámek s pozemky koupila za 3,3 milionu korun obec Čížová a pokračovala v postupné rekonstrukci budovy. Do roku 2016 proběhla oprava kaple a fasád, v nichž byly objeveny lunety. Originály lunet byly zakryty štukem a fasádu rozčlenily jejich kopie. Přilehlou hospodářskou budovu obec dlouhodobě pronajala Pivovaru Čížová, který dosahuje výstavu až tři tisíce hektolitrů piva.

## Stavební podoba
Zámek se dochoval v dispoziční podobě z první poloviny sedmnáctého století, protože úpravy v osmnáctém a dvacátém století se týkaly jen interiérů a vnějších fásád. Jádrem areálu je obdélná jednopatrová budova s rozměry přibližně 35 × 20 metrů. Na jihozápadě z ní vybíhá krátké boční křídlo s průjezdem a kaplí svatého Jana Křtitele. Kaple má valenou klenbu a k jejímu vybavení patřil oltářík z první poloviny osmnáctého století s umělecky nevýznamným novodobým obrazem. Na protějším konci budovy, v jihovýchodním nároží, se nachází polygonální rizalit.
Z první stavební fáze ze šestnáctého století pochází renesanční portál a severovýchodní část budovy, kde se v přízemí nachází místnosti zaklenuté křížovou nebo valenou klenbou s výsečemi. Rozsáhlé sklepy jsou novodobého původu. Dokladem úprav roku 1629 je vstupní portálek v jižním průčelí budovy, kde se dochoval latinský text a erby Jana Petra Deyma a jeho manželky Kateřiny Františky, rozené Jakardovské ze Sudic. Z původních sgrafitových omítek se zachovaly jen fragmenty.